# Noboru Iguchi
Noboru Iguchi (井口昇 Iguchi Noboru?) es un director de películas, guionista y actor japonés conocido por trabajar como director en géneros de horror y gore mezclado con elementos bizarros.

## Vida y Carrera
Iguchi nació el 28 de junio de 1969. En una entrevista él dijo que su trabajo fue influenciado por casas de fantasmas y shows de horror que visitaba de niño en los parques de atracciones japoneses, y esa es su fuente para sus películas, creando entretenimiento y surpresas.

## Obras

### Director
- A Larva to Love (2003)
- Heisei jogakuen kotobu: 18kin tairyoku sokutei hen omote & ura bajon (2003)
- Evil Guy (2004)
- 18-kin - abunai kankei: the kinshinsokan (2004)
- Saishu seiki! Natsume Nana - kyukyoku no erosu (2005)
- Kazuo Umezu's Horror Theater: The Harlequin Girl (2005)
- Sukeban Boy  (2006)
- Manji (2006)
- Cat-Eyed Boy (2006)
- Reckless! (2007)
- The Machine Girl (2008)
- Shyness Machine Girl (2009)
- RoboGeisha (2009)
- Mutant Girls Squad (2010)
- Karate-Robo Zaborgar (2011)
- Tomie Unlimited  (2011)
- Kaidan Shin Mimibukuro Igyo (2012)
- Zombie Ass: Toilet of the Dead (2012)
- Dead Sushi (2012)
- Nuigulumar Z (2013)
- Live (2014)
- The Flowers of Evil (2019)

### Guionista
- A Larva to Love (2003)
- Evil Guy (2004)
- 18-kin - abunai kankei: the kinshinsokan (2004)
- Saishu seiki! Natsume Nana - kyukyoku no erosu  (2005)
- Sukeban Boy  (2006)
- Manji (2006)
- The Machine Girl (2008)
- Shyness Machine Girl (2009)
- RoboGeisha (2009)
- Mutant Girls Squad (2010)
- Karate-Robo Zaborgar (2011)
- Kaidan Shin Mimibukuro Igyo (2012)
- Zombie Ass: Toilet of the Dead (2012)
- Dead Sushi (2012)
- Nuigulumar Z (2013)
- Live (2014)

### Actor
- Down the Drain (1999)
- Love Song for Rapper (2003)
- Speakerman: The Boo (2004)
- Otakus in LoveDead (2004)
- Dogs & Cats (2004)
- Oppai Alien (2005)
- Yamagata Scream (2009)